# Johann Konrad von Gemmingen

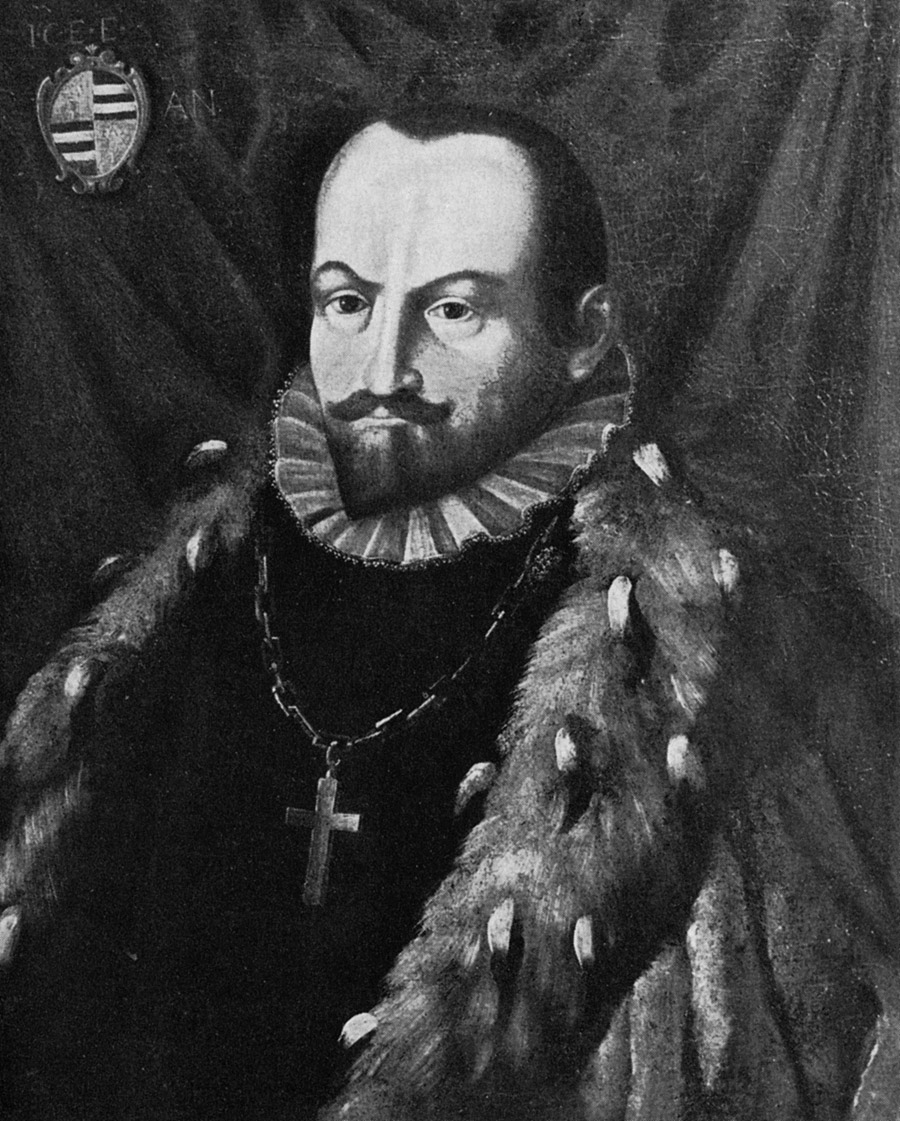
Johann Konrad von Gemmingen

Johann Konrad von Gemmingen, auch Johann Conrad (* 23. Oktober 1561 vermutlich in Tiefenbronn; † 7. November 1612 oder 8. November 1612 in Eichstätt) war Fürstbischof zu Eichstätt.

## Leben und Wirken

### Herkunft, Geburt und Kindheit

Familienwappen

Johann Konrad entstammte der Linie Steinegg des schwäbischen Adelsgeschlechts der Herren von Gemmingen. Er wurde als drittes von acht Kindern des Dietrich IX. von Gemmingen, augsburgischer Rat und Statthalter zu Dillingen, und seiner Frau Lia (auch Leia), geborene von Schellenberg, vermutlich in Tiefenbronn geboren und wuchs teilweise dort auch auf. Sein Onkel, der Augsburger Fürstbischof Johann Otto von Gemmingen, soll maßgeblich Einfluss auf seine Erziehung ausgeübt haben und trat immer wieder als sein Mentor in Erscheinung.

### Ausbildung und erste Berufsjahre

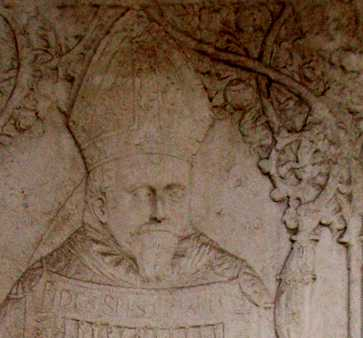
Johann Konrad von Gemmingen, Porträt auf seiner Grabplatte im Eichstätter Domkreuzgang

Nach seiner Kindheit durchlief Johann Konrad die typische Domherrenlaufbahn. 1573 war er Exspektant zu Konstanz. 1578 war er Kanonikat in Ellwangen, 1579 war er Domkanoniker in Augsburg und Domizellar im Bistum Eichstätt. 1588 kam ein Kanonikat in Konstanz hinzu.
1579 begann seine wissenschaftliche Ausbildung. Zunächst studierte er Theologie und daneben Jura an der Universität Freiburg im Breisgau, 1583 an der Universität Dillingen, 1584 an der Universität Pont-à-Mousson, 1587 an der Universität von Paris, 1588 an der Universität Siena, 1588/89 an der Universität Perugia und 1589 an der Universität Bologna. Neben Latein beherrschte er die italienische und französische Sprache. Bildungsreisen führten ihn in mehrere Länder, auch nach England. 
Auf diese Weise umfassend gebildet, holte ihn sein Onkel 1591 als Domdekan nach Augsburg, wo er am 10. Mai 1592 zum Priester geweiht wurde. Ebenfalls 1591 hatte er ein volles Domkanonikat in Eichstätt erhalten, wo er 1593 zum Koadjutor mit dem Recht der Bischofsnachfolge gewählt wurde. 1594 verlieh ihm Papst Clemens VIII. das Titularbistum Hierapolis in Isauria und Kaiser Rudolf II. die Regalien.

### Fürstbischof
Am 17. September 1594 trat Johann Konrad bei gleichzeitigem Verzicht auf die Augsburger Domdechantei die Regierung des Hochstiftes Eichstätt an; die Diözese selbst übernahm er erst nach dem Tode des Vorgängers durch Weihe am 2. Juli 1595. Schon sein Onkel Johann Otto war (1590) vom Eichstätter Domkapitel zum Bischof von Eichstätt gewählt worden, hatte aber das Amt abgelehnt.
In Ausübung seiner geistlichen Pflichten ließ er 1601/1602 durch den Generalvikar Vitus Priefer eine Generalvisitation der Pfarreien, Stifte und Klöster im Hochstift durchführen. Auch sorgte er für seine Priesterausbildungsstätte, dem Collegium Willibaldinum, wenn auch mit nachlassendem Einsatz. Auch verbesserte er die Bistumsverwaltung und vertrieb die letzten Luther-Anhänger aus Eichstätt.
Johann Konrad trat er als vorsichtiger Politiker und erfolgreicher Finanzmann in Erscheinung. Aus Rücksicht auf die protestantischen Nachbarn trat er mit seinem Hochstift nicht der Katholischen Liga bei, sondern versuchte, sich pragmatisch zu verhalten. Größere Bedeutung erlangte er als Mäzen der Künste. Er war bekannt für seine umfangreiche Kunstsammlung und einer „wahrhaft fürstlichen Einrichtung“ auf seiner Burg. Einer Sage nach beschenkte ihn die Königin Elisabeth von England mit einem Diamantschatz, nachdem er an deren Hof einige Zeit als Page tätig gewesen sein soll. Zu Neujahr 1603 fuhr mit einem sechsspännigen Jubelwagen und weiteren sechs Wagen mit insgesamt 91 Personen und 83 Pferden, in Ingolstadt ein, wo „18 an der Hochschule studierende Adelige ihm in der Kirche dienten und das Geleit gaben“.
Während seiner Amtszeit wurde die Hexenverfolgung im Hochstift Eichstätt fortgesetzt. Zwischen 1603 und 1606 wurden mindestens 20 Frauen aus Eichstätt, Enkering, Landershofen, Dollnstein und Eitensheim als vermeintliche Hexen zum Tode verurteilt und hingerichtet.
Mit Grundsteinlegung am 14. Mai 1609, die er persönlich unter dem nördlichen Turm gegen Mariastein vornahm, ließ er die fürstbischöfliche Residenz „Willibaldsburg“ nach Plänen des Augsburger Baumeisters Elias Holl zu einem repräsentativen, wenn auch unvollendet gebliebenen Fürstensitz im Renaissance-Stil („Gemmingenbau“) ausbauen. Vier Jahre zuvor hatte er sich gegenüber der Burg ein fürstbischöfliches Jägerhaus errichten lassen.
Ab dem Frühjahr 1611 kränkelte er, ließ sich im Rollstuhl fahren und konnte gegen Ende seines Lebens keinen Schritt mehr gehen. Am 23. Juli 1611 nahm er eine von ihm in Auftrag gegebene Prunkmonstranz in Empfang, welche die Form eines Rebstockes mit 66 Weintrauben hatte, von dem ein Stern von Diamanten ausging. Es wurden hierfür 1400 Perlen, 350 Diamanten, 250 Rubine und andere Edelsteine benötigt. Ihr Wert wurde damals auf 150.000 Gulden geschätzt (zum Vergleich: Ein Zimmermann verdiente damals 8 Gulden im Monat, ein prachtvolles Stadthaus kostete 2500 Gulden). Die Monstranz wurde in der Säkularisation 1806 zerstört und die Goldteile und die Perlen für die bayerischen Kroninsignien verwendet. 

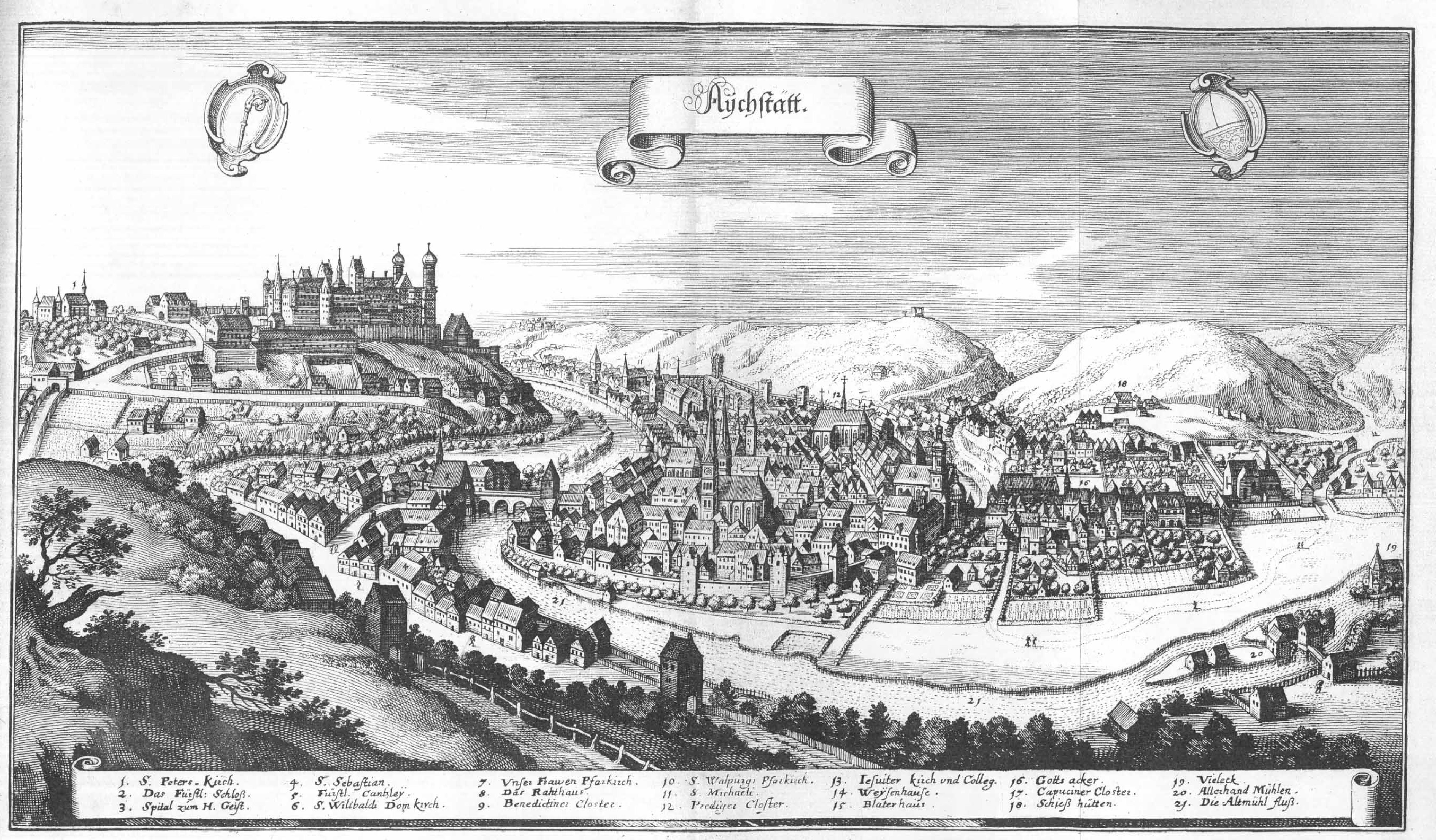
Eichstätt und die Willibaldsburg auf einem Merian-Stich von 1648

Berühmt wurde er auch für den auf acht Terrassen angelegten Eichstätter Garten. Er ließ diesen anfangs durch Joachim Camerarius, nach dessen Tod 1597 durch den Botaniker und Apotheker Basilius Besler, an der Schauseite des Burgberges zur Stadt hin anlegen und pflegen. Später veranlasste er, dass die vielen, teils sehr seltenen Pflanzen in einem Prunkfolianten, dem Hortus Eystettensis, dokumentiert wurden. Er investierte knapp 20.000 Gulden in dieses Unternehmen und ließ ein bis heute berühmtes und begehrtes Kunstwerk schaffen, welches damals das modernste und umfangreichste Pflanzenbuch überhaupt war. Den Erstdruck dieses Werkes 1613 erlebte er nicht mehr, da er am 7./8. November 1612 seiner Krankheit erlag. Er wurde im Dom zu Eichstätt beigesetzt.
Die Familienchronik der Herren von Gemmingen berichtet: „Seine Leiche deckt das schönste Monument unter den Bischöfen Eichstädts, welches ihm Christoph v. Westerstetten setzte. Eichstädts goldene Zeit sank auf länger als ein Jahrhundert mit in dieses Grab.“ Das erwähnte Bronze/Marmor-Epitaph im Ostchor des Domes schuf der Bildhauer Hans Krumpper aus München. Seine Grabplatte befindet sich heute im Kreuzgang des Eichstätter Domes.